# Le Crime de l'Orient-Express (film, 2017)
Pour les articles homonymes, voir Le Crime de l'Orient-Express (homonymie).
Série Hercule Poirot de Kenneth Branagh
Mort sur le Nil
(2022)
Pour plus de détails, voir Fiche technique et Distribution.
Le Crime de l'Orient-Express (Murder on the Orient Express) est un film britannico-américano-maltais réalisé par Kenneth Branagh et sorti en 2017.
Il s'agit de l'adaptation cinématographique du roman du même nom d'Agatha Christie publié en 1934, déjà adapté dans le film britannique du même nom réalisé par Sidney Lumet en 1974, et mettant en scène son célèbre détective belge Hercule Poirot à bord de l'Orient-Express.
Le film suit le célèbre détective belge Hercule Poirot qui prend l'Orient-Express pour rentrer d’Istanbul à Londres. Mais alors que le train se retrouve bloqué par la neige dans les montagnes yougoslaves, Samuel Ratchett, un riche Américain, est assassiné. À la demande de son ami M. Bouc, directeur de la ligne, Poirot se met à enquêter pour découvrir le meurtrier parmi les passagers.
Ce film donne lieu à la création d'une série de films et connait deux suites.

## Synopsis
En 1934, le célèbre détective belge Hercule Poirot démasque un voleur à l’Église du Saint-Sépulcre, à Jérusalem, qui n'est autre que le policier chargé de l'enquête sur le vol d'une relique précieuse, qu'il a lui-même volé. Il prend un ferry, en compagnie d'une gouvernante anglaise, Mary Debenham, et d'un médecin noir, Arbuthnot, jusqu'à Istanbul où il compte faire un peu de tourisme. Alors qu'il salue le travail du chef dans les cuisines de son hôtel, Poirot rencontre son ami M. Bouc, le directeur de l'Orient-Express et reçoit un télégramme lui demandant de revenir à Londres. Il demande alors à son ami une place dans son train pour rentrer le plus vite possible en Angleterre.
À l'intérieur du train, Poirot fait connaissance avec les autres passagers : l'extravagante veuve américaine Mme Hubbard, la missionnaire espagnole Pilar Estravados, le professeur austro-allemand Gerhard Hardman, la princesse russe Natalia Dragomiroff et sa gouvernante allemande Hildegarde Schmidt, l'homme d'affaires cubain Biniamino Marquez, l'homme d'affaires américain Samuel Ratchett accompagné de son valet de chambre Edward Masterman et de son secrétaire et traducteur Hector MacQueen ainsi que Mary Debenham et le docteur Arbuthnot, également du voyage. Le comte hongrois Rudolf Andrenyi et son épouse Héléna, quant à eux, sont isolés dans le train en raison de leur immunité diplomatique.
Lors d'un déjeuner, Ratchett propose à Poirot une importante somme d'argent pour devenir son garde du corps, ayant reçu des lettres de menaces. Poirot refuse de le protéger, prétextant qu'il ne travaille pas pour les hommes corrompus. La nuit tombée, le détective tente de dormir, mais une légère agitation règne dans le train. En vérifiant le couloir, il fait la connaissance du chef de wagon français Pierre Michel. Lorsqu'il entend des bruits étranges provenant de la chambre de Ratchett, attenante à la sienne, il se lève pour s'y rendre et remarque une personne vêtue d'un kimono rouge courant dans le couloir. Fatigué, il se recouche. Plus tard, une avalanche fait dérailler le train et le bloque sur la voie, sur un pont à l'entrée d'un tunnel.
Le lendemain matin, alors que tous les passagers inquiets se réunissent dans un wagon, Masterman apporte son petit-déjeuner à Ratchett, mais sa porte est verrouillée. Poirot remarque le courant d'air indiquant que la fenêtre est ouverte et fait appeler M. Bouc et le Dr Arbuthnot par précaution. Il force la porte de la cabine avec sa canne et découvre le cadavre de son occupant, poignardé par plusieurs coups de couteau. Poirot refuse d'enquêter sur ce meurtre, car il est épuisé et aspire à chasser le crime de son quotidien, M. Bouc le supplie de découvrir le coupable afin d'éviter que la police yougoslave n'arrête Marquez à cause de ses origines, ou Arbuthnot à cause de sa couleur de peau. Poirot accepte et souhaite interroger tous les passagers un par un. Après avoir interrogé MacQueen, il fouille le compartiment de Ratchett et y découvre un mouchoir ensanglanté portant la lettre « H », un cure-pipe n'ayant jamais servi, une tasse de café que la victime s'était fait servir peu de temps avant sa mort contenant un puissant somnifère, ainsi qu'un morceau de papier calciné. En le plaçant sous une flamme, l'encre contenant des métaux lourds rougeoie et Poirot a le temps de déchiffrer des mots de la phrase qui y est écrite. Il comprend que Ratchett est un faux nom : il s'agit en réalité de John Cassetti, un bandit qui a enlevé et tué Daisy Armstrong, la fille du colonel Armstrong et de son épouse Sonia, malgré la rançon qu'ils lui ont versée. Après l’assassinat de Daisy, sa mère est décédée en donnant naissance à un prématuré mort-né, à la suite de quoi son père s'est suicidé. L'une des domestiques, une Française nommée Susanne, a été accusée du meurtre à tort et s'est suicidée par désespoir.
Après cette découverte, Mme Hubbard déclare au détective qu'un homme est entré dans son compartiment durant la nuit. Poirot remarque un bouton d'uniforme de conducteur dans le compartiment de Mme Hubbard. Cependant, il ne manque aucun bouton sur la veste de Pierre Michel. Ensuite vient l'interrogatoire de Masterman, qui révèle être mourant mais ne pas être au courant pour le Barbital dans le café. Vient ensuite le tour de Pilar, d'Hardman et de Marquez, sans qu'il y ait de découverte significative. Malgré le concours de Bouc, le détective semble dans l'impasse et décide de changer de tactique avec le prochain suspect. Mary Debenham est donc interrogée dehors et il est rapidement établi qu'elle cache quelque chose mais elle choisit de garder le silence lorsque les questions deviennent plus précises. Lorsque vient le tour de la princesse Dragomiroff, le premier lien avec Armstrong apparaît : l'aristocrate était une admiratrice de la mère de Sonia Armstrong, l'actrice Linda Arden, ainsi que la marraine de Daisy. Quant à Hildegarde, la gouvernante, elle indique avoir vu un second chef de wagon au cours de la soirée, bien que Pierre Michel affirme être le seul à avoir été de service ce soir-là. Poirot fait rechercher l'uniforme au bouton manquant ainsi que le kimono rouge dans les bagages des passagers mais quand il s’avère qu'il n'y a aucune trace des vêtements, le détective en vient à lancer la fouille de sa propre valise. Le kimono y est retrouvé et cela le pousse à chercher dans le compartiment de Hildegarde où il retrouve l'uniforme.
Une odeur de bourbon oriente les suspicions vers MacQueen, amateur reconnu de ce spiritueux. Alors que Poirot et M. Bouc épluchent les registres de Ratchett à la recherche d'une preuve, un bruit se fait entendre et une silhouette tenant un dossier tente de fuir par la charpente du pont. Le détective fait verrouiller le train et part à sa poursuite. L'individu brûle le dossier mais est stoppé dans sa fuite par Poirot, se révélant être MacQueen. Ce dernier explique qu'il volait Ratchett et qu'il n'avait donc aucun intérêt à tuer celui qui le rendait riche. Arbuthnot interfère en sa faveur, témoignant d'avoir bu et fumé avec lui toute la soirée. Le détective approfondit un peu l'interrogatoire et découvre que le cure-pipe trouvé sur la scène de crime est semblable à ceux du docteur et que celui-ci avait été tireur d'élite dans l'armée par le passé. Poirot commence à entrevoir des liens entre les suspects et Armstrong lorsqu'un hurlement retentit dans le train : Mme Hubbard a été poignardée dans le dos sans voir l'agresseur mais la blessure est superficielle. Alors que l'ambiance commence à devenir tendue et que tout le monde semble se soupçonner, le détective décide d'aller parler au couple sous immunité diplomatique. Alors qu'il questionne le comte Andrenyi et son épouse Héléna, il réalise en repensant au mouchoir ensanglanté retrouvé auprès de Ratchett que le « H » initial a été retiré du prénom de la comtesse sur son passeport et sur l'étiquetage de ses bagages, non pas pour la disculper, mais pour dissimuler son identité, celle de la sœur de Sonia Armstrong.
Lorsqu'il commence à approcher d'une révélation gênante, le comte, colérique, le fiche à la porte de leur cabine, mais est stoppé dans son envie de châtier Poirot par Hardman qui lui referme la porte au nez, armé d'un revolver. Le détective en profite pour démasquer la comédie du professeur : Hardman est en vérité un détective de l'agence Pinkerton chargé de veiller discrètement à la sécurité de Ratchett. Le lendemain, alors que les passagers sont envoyés dans le tunnel pendant que la motrice est remise sur les rails, Poirot interroge Mary Debenham, qu'il pense être la meurtrière ou tout du moins la personne qui a minutieusement organisé le meurtre, quand le docteur Arbuthnot lui tire dessus et le blesse, avant d'avouer être le meurtrier. Bouc intervient et assomme le docteur. Poirot comprend que Arbuthnot ne voulait pas le tuer, car il n'aurait pas pu manquer son tir à cette distance.
Une fois que le train est dégagé de la neige, Poirot retarde le départ en confrontant tous les autres passagers. Il leur expose ses deux théories sur le meurtre de Ratchett. Soit un meurtrier est monté à bord du train la nuit précédente, lorsqu'il s'est arrêté à une gare, l'a assassiné, puis s'est enfui. Soit tous les passagers ont une connexion avec les Armstrong, le procès et la mort de Susanne ; Poirot les démasque tous. MacQueen était le fils du procureur de l'affaire Armstrong que l'on a forcé à monter son dossier contre Susanne et dont la carrière a été ruinée quand les preuves ont désigné Cassetti. Edward Masterman a été l'ordonnance, puis le valet du colonel Armstrong. Le docteur Arbuthnot était le meilleur ami et un sous-officier sous les ordres d'Armstrong, qui lui a payé ses études de médecine. Mary Debenham était à la fois la gouvernante de Daisy et avait été celle d’Héléna, la petite sœur de Sonia. La gouvernante Hildegarde travaillait comme cuisinière pour les Armstrong. La missionnaire Pilar Estravados, ancienne nurse de Daisy, ne s'est jamais remise du kidnapping qu'elle n'a pu empêcher. Gerhard Hardman était policier à New York auparavant et amoureux de Susanne, puis a assisté impuissant à son déclin et a démissionné de son poste face à une telle injustice. Marquez était le chauffeur du colonel Armstrong. Pierre Michel était le frère de Susanne. Mme Hubbard, quant à elle, n'est autre que Linda Arden.
Mme Hubbard a planifié le meurtre de Ratchett en les rassemblant tous afin de se venger. La nuit du meurtre, alors que Ratchett était profondément endormi par le calmant versé dans son café, ils l'ont tous poignardé chacun leur tour dans son lit. Hubbard a par ailleurs demandé au docteur Arbuthnot de la poignarder dans le dos afin de mener Poirot sur une fausse piste. Ayant découvert la vérité, Poirot leur soumet son dilemme, car il ne peut pas mentir à la police, contrairement à son ami Bouc. Ils peuvent le tuer, car il peut les faire arrêter pour complicité de meurtre et ils finiront en prison, aussi dépose-t-il l'arme d'Arbuthnot sur la table. Mme Hubbard s'empare de l'arme, mais au lieu de viser le détective, tente de se suicider. Elle échoue, le revolver n'ayant pas de munition ; Poirot, voulant connaître leur réaction à sa proposition, en a retiré les balles.
Pourtant, tandis que le train est reparti, Poirot sait qu'il ne pourra pas les faire inculper du meurtre, car il n'a pas de preuves concrètes, seulement des suppositions et son redoutable flair. Selon lui, Ratchett méritait de mourir. La justice est donc impossible dans cette affaire et, alors qu'il est obsédé par la justice et la vérité, il choisit de les laisser repartir. Il décide de vivre avec un mensonge et l'injustice pour la première fois de sa vie. Il annonce à la police yougoslave qu'un seul tueur a tué Ratchett et qu'il s'est enfui, autorisant tous les suspects à partir. Alors qu'il voit l'Orient-Express s'éloigner, un homme lui apporte un télégramme lui demandant de venir en Égypte pour enquêter sur un meurtre sur le Nil. Poirot accepte l'enquête et prend la route vers le sud.

## Fiche technique
- Titre original : Murder on the Orient Express
- Titre français : Le Crime de l'Orient-Express
- Réalisation : Kenneth Branagh
- Scénario : Michael Green, d'après Le Crime de l'Orient-Express d'Agatha Christie
- Musique : Patrick Doyle
- Direction artistique : Dominic Masters
- Décors : Jim Clay
- Costumes : Alexandra Byrne
- Photographie : Haris Zambarloukos (en)
- Montage : Mick Audsley
- Production : Kenneth Branagh, Mark Gordon, Judy Hofflund, Simon Kinberg, Michael Schaefer (en), Ridley Scott, Aditya Sood
  - Production déléguée : James Prichard et Hilary Strong
- Sociétés de production : Genre Films (en), Scott Free Productions et The Mark Gordon Company
- Société de distribution : 20th Century Fox
- Budget : 55 millions de dollars
- Pays de production :  États-Unis,  Royaume-Uni,  Malte
- Langue originale : anglais, avec quelques dialogues en français, allemand et arabe
- Format : couleur et partiellement en noir et blanc — 2,39:1 — son Dolby Atmos
- Genre : policier
- Durée : 114 minutes
- Dates de sortie :
  - États-Unis : 10 novembre 2017
  - France : 13 décembre 2017

## Distribution
- Kenneth Branagh (VF : Renaud Marx ; VQ : François Trudel) : Hercule Poirot
- Tom Bateman (VF : Damien Ferrette ; VQ : François-Simon Poirier) : M. Bouc
- Daisy Ridley (VF : Jessica Monceau ; VQ : Laurence Dauphinais) : Mary Hermione Debenham
- Josh Gad (VF : Christophe Lemoine ; VQ : Olivier Visentin) : Hector MacQueen
- Michelle Pfeiffer (VF : Emmanuelle Bondeville ; VQ : Élise Bertrand) : Mme Caroline Hubbard
- Penélope Cruz (VF : Ethel Houbiers ; VQ : Viviane Pacal) : Pilar Estravados
- Lucy Boynton (VF : Leslie Lipkins ; VQ : Catherine Brunet) : la comtesse Héléna Andrenyi
- Olivia Colman (VF : Andrea Schieffer ; VQ : Manon Arsenault) : Hildegarde Schmidt
- Willem Dafoe (VF : Dominique Collignon-Maurin ; VQ : Sylvain Hétu) : Gerhard Hardman
- Judi Dench (VF : Evelyne Séléna ; VQ : Élizabeth Chouvalidzé) : la princesse Natalya Dragomiroff
- Johnny Depp (VF : Bruno Choël ; VQ : Gilbert Lachance) : Samuel Ratchett
- Manuel Garcia-Rulfo (VF : Emmanuel Garijo ; VQ : Frédérik Zacharek) : Biniamino Marquez
- Derek Jacobi (VF : Jean-Pierre Leroux ; VQ : Hubert Fielden) : Edward Masterman
- Marwan Kenzari (VF : Nessym Guetat ; VQ : Nicolas Charbonneaux-Collombet) : Pierre Michel
- Leslie Odom Jr. (VF : Mohad Sanou ; VQ : Marc-André Bélanger) : Dr Arbuthnot
- Sergei Polunin (VQ : Christian Perrault) : le comte Rudolf Andrenyi

Version française (VF) sur AlloDoublage et Version québécoise (VQ) sur Doublage Québec

## Production
Le projet de réaliser une nouvelle adaptation du roman Le Crime de l'Orient-Express d'Agatha Christie apparaît dans les médias le 13 décembre 2013. Ridley Scott, Mark Gordon et Simon Kinberg en sont alors les coproducteurs,. En juin 2015, Kenneth Branagh sera le réalisateur du film.
Le 20 novembre 2015, la 20th Century Fox annonce officiellement le film. En plus d'en être le réalisateur, Kenneth Branagh jouera lui-même le rôle du détective belge Hercule Poirot,.
En juin 2016, les médias annoncent qu'Angelina Jolie serait en passe de rejoindre le casting, mais l'information est démentie deux mois plus tard. L'actrice sud-africaine Charlize Theron serait alors pressentie.
Le 6 septembre 2016, Tom Bateman rejoint le casting. À la fin du mois, une grande partie de la distribution est dévoilée : Johnny Depp, Daisy Ridley, Michelle Pfeiffer, Derek Jacobi, Judi Dench, Leslie Odom Jr. et Lucy Boynton.
Johnny Depp et Penélope Cruz se retrouvent de nouveau après Blow en 2001 et Pirates des Caraïbes : la Fontaine de jouvence en 2011.

### Tournage
Le tournage débute le 22 novembre 2016 à Londres, au Royaume-Uni, avant de s'installer à Malte. Il s'achève en mai 2017.

## Accueil

### Critique
Aux États-Unis, le film reçoit des critiques partagées. Sur l'agrégateur Rotten Tomatoes, le film obtient 59 % d'opinions favorables pour 198 critiques et une note moyenne de 6,1⁄10. Sur Metacritic, le film décroche une moyenne de 52⁄100 pour 43 critiques.
En France l'accueil critique est aussi partagé : le site Allociné recense une moyenne des critiques presse de 2,8/5, et des critiques spectateurs à 3,2/5.
Pour Le Journal du Dimanche, « Kenneth Branagh, qui réalise et incarne le héros belge, relève le défi de filmer dans l’espace confiné d’un wagon en privilégiant le hors-champ et le non-dit pour distiller la paranoïa d’une intrigue pourtant archi-rebattue, qu’on prend beaucoup de plaisir à redécouvrir. ». Pour Le Nouvel Observateur, « L'enquête intéresse moins Branagh que l'éveil de son héros cartésien aux équivoques du monde. D'où la séquence de résolution inopérante et son clin d'œil sentencieux à la Cène. Ambiance Agatha christique. Que de fautes de goût ! »

### Box-office
| Pays ou région    | Box-office        | Date d'arrêt du box-office | Nombre de semaines |
| ----------------- | ----------------- | -------------------------- | ------------------ |
| France            | 1 464 983 entrées | 27 février 2018            | 11                 |
| États-Unis Canada | 102 826 543 $     | 1er mars 2018              | 16                 |
| Mondial           | 352 789 811 $     | 1er mars 2018              | 16                 |

## Analyse

### Différences avec le roman
Le film s’écarte du livre d’Agatha Christie sur certains points :
- Le personnage de Greta Olson, une missionnaire suédoise dans le livre, est totalement absent du film, remplacé par Pilar Estravados (nom porté par un personnage du Noël d’Hercule Poirot).
- Le docteur Arbuthnot, n’est pas docteur mais colonel. Il n'est pas Noir dans le livre, et n'est pas concerné par le racisme dénoncé par le film. Le docteur Constantine, qui travaille avec Poirot et Bouc dans le livre, est absent du film.
- L’homme d’affaires italien Antonio Foscarelli présent dans le livre est remplacé par le Cubain Biniamino Marquez.
- Caroline Hubbard, bien qu’extravagante à l’écran, ne l’est pas autant que décrit dans le livre. Elle ne parle d’ailleurs à aucun moment de sa fille dans le film, alors que dans le roman elle ne cesse de parler d’elle.
- L’arme du crime ne se retrouve pas plantée dans le dos de Caroline Hubbard dans le livre, mais dans un sac éponge accroché à la poignée de son compartiment.
- Dans le roman, toute l’enquête se passe à l’intérieur de l’Orient Express, les personnages ne sortent jamais.
- Le comte et la comtesse Andrenyi sont tous deux danseurs dans le film alors que dans le livre, le comte est un diplomate et la comtesse était actrice de théâtre.

## Autour du film

### Série de films
En novembre 2017, à la suite des bons résultats du film au box-office nord-américain, la Fox annonce envisager une suite, adaptée du roman Mort sur le Nil. Le film sort en 2022 après avoir été retardé en raison de la pandémie de Covid-19.
Un troisième film, Mystère à Venise, sort en 2023.